# Liste de films et de séries télévisées allemands de science-fiction
Le cinéma allemand de science-fiction regroupe toutes les productions cinématographiques de langue allemande dans le genre de la science-fiction.

## Le courant fantastique allemand en longs métrages

### Empire allemand, République de Weimar et Troisième Reich: les débuts
- 1914 / 1915 : Der Tunnel, film muet de William Wauer d'après le roman éponyme de Bernhard Kellermann paru en 1913 ;
- 1916 : Homunculus, film muet de Otto Rippert ;
- 1916 : Die große Wette (de), film muet de Harry Piel (Le grand pari) ;
- 1918 : Alraune, die Henkerstochter, genannt die rote Hanne, film muet de Eugen Illés et Joseph Klein ;
- 1919 : Die Arche, film muet de Richard Oswald  ;

- 1920 : Algol. Eine Tragödie der Macht, film muet de Hans Werckmeister  ;
- 1923 : Metropolis, film muet de Fritz Lang  ;
- 1924 : Orlacs Hände, film muet de Robert Wiene (Les Mains d'Orlac) ;
- 1928 : Alraune, film muet de Henrik Galeen ;
- 1929 : Frau im Mond, film muet de Fritz Lang (La Femme sur la Lune) ;

- 1930 : Alraune, film parlant de Richard Oswald (Mandragore) ;
- 1932 : F.P.1 antwortet nicht, film parlant de Karl Hartl sur un scénario de Curt Siodmak (La plateforme F.P.1 ne répond plus) ;
- 1933 : Der Tunnel, film parlant de Kurt Bernhardt d'après le roman éponyme de Bernhard Kellermann paru en 1913. Ce film connut également une version française, Le Tunnel, avec Jean Gabin et Madeleine Renaud ;
- 1933 : Ein Unsichtbarer geht durch die Stadt (de), film parlant de Harry Piel (Un être invisible dans la ville) ;
- 1934 : Gold, film parlant de Karl Hartl (Or) ;
- 1934 : Der Herr der Welt, film parlant de Harry Piel (Le maître du monde) ;

### République fédérale d'Allemagne (1949-1990)
- 1948 : Der Herr vom anderen Stern, film de Heinz Hilpert (L'homme venu d'une autre étoile), d'après la nouvelle éponyme de Werner Illing ;
- 1967 : Herrliche Zeiten im Spessart, film de Kurt Hoffmann (De merveilleux moments dans le Spessart) ;
- 1970 : Die Delegation, téléfilm de Rainer Erler (de) (La Délégation) ;
- 1973 : Le Monde sur le fil (Welt am Draht), téléfilm en deux parties de Rainer Werner Fassbinder, d'après le roman The Thirteenth Floor de Daniel F. Galouye ;
- 1977 : Operation Ganymed (de) téléfilm de Rainer Erler (de) (diffusé en salle en 1980 sous le titre Helden – Verloren im Staub der Sterne, Héros — Perdus dans la poussière des étoiles). Ce film obtint le prix du « Meilleur film de l'année » au festival de Trieste ;
- 1984 : Le Principe de l'arche de Noé (Das Arche Noah Prinzip), film de Roland Emmerich;
- 1986 : Xaver und sein außerirdischer Freund (de), film de Werner Possardt (Xavier et son ami extra-terrestre);
- 1989 : Moon 44, film de Roland Emmerich ;
- 1990 : Es ist nicht leicht ein Gott zu sein, film de Peter Fleischmann (Un dieu rebelle).

### République démocratique allemande (1949-1990)
La République démocratique allemande disposait des studios de Potsdam-Babelsberg gérés par la Deutsche Film AG, abrégé en DEFA. La grande période de la science-fiction cinématographique est-allemande se situe entre les années 1960 et 1970. Après cette période, la DEFA ne produit plus de films notables. Les films de science-fiction les plus marquants de l'histoire du régime socialiste sont :
- 1960 : L'Étoile du silence (Der schweigende Stern) de Kurt Maetzig. Ce film obtint l'« Astronef d'or » du festival de Trieste en 1964 ;
- 1961 : Der Mann mit dem Objektiv (de) de Frank Vogel ;
- 1970 : Signal, une aventure dans l'espace (Signale. Ein Weltraumabenteuer) de Gottfried Kolditz
- 1972 : Eolomea de Herrmann Zschoche ;
- 1976 : Dans la poussière des étoiles (Im Staub der Sterne) de Gottfried Kolditz
- 1985 : Besuch bei Van Gogh (de) de Horst Seemann (de) ;

### Allemagne réunifiée (1990 à nos jours) et pays germanophones
- 1990 : Der achte Tag, film de Reinhard Münster (Le Huitième Jour) ;
- 2002 : Das Jesus Video, téléfilm en deux parties de Sebastian Niemann, d'après le roman éponyme de Andreas Eschbach (Jésus vidéo).
- 2004 : (T)Raumschiff Surprise – Periode 1, film de Michael Herbig qui parodie la saga américaine Star Wars, avec des personnages tirés de la série Star Trek (dont le titre allemand était Raumschiff Enterprise)
- 2009 : Cargo, film suisse germanophone de Ivan Engler et Ralph Etter ;
- 2009 : Pandorum, film américano-germanique de Christian Alvart ;
- 2010 : Die kommenden Tage, film de Lars Kraume (Les Jours à venir) ;

### Hollywood et les réalisateurs allemands
Si Wolfgang Petersen signe le film Enemy en 1985 et Volker Schlöndorff The Handmaid's Tale en 1990, le réalisateur allemand de science-fiction qui a tiré le meilleur parti des superproductions américaines est sans aucun doute Roland Emmerich, né à Stuttgart en 1955. Il assimile rapidement les codes du cinéma américain et réalise des films qui deviendront souvent des blockbusters.
- 1985 : Enemy, film de Wolfgang Petersen ;
- 1990 : La Servante écarlate (The Handmaid's Tale), film de Volker Schlöndorff ;
- 1992 : Universal Soldier, film de Roland Emmerich ;
- 1994 : Stargate, la porte des étoiles, film de Roland Emmerich ;
- 1996 : Independence Day, film de Roland Emmerich ;
- 1998 : Godzilla, film de Roland Emmerich ;
- 2004 : Le jour d'après, film de Roland Emmerich ;
- 2009 : 2012, film de Roland Emmerich ;

## Séries télévisées

### République Fédérale d'Allemagne (1949-1990)
- 1966 : Raumpatrouille - Die phantastischen Abenteuer des Raumschiffes Orion (Orion, patrouille de l'espace) est la toute première série télévisée de science-fiction allemande. Réalisée aux studios Bavaria et diffusée pour la première fois en 1966 sur la première chaîne de télévision allemande ARD, cette série en noir et blanc compte sept épisodes de soixante minutes chacun et devint rapidement une série culte outre-Rhin. Elle fut rediffusée une vingtaine de fois jusqu'en 1999 sur toutes les chaînes germanophones publiques ou privées, nationales ou régionales. La série fut diffusée dès 1967 sur la chaîne ORTF avec pour titre Commando spatial - La fantastique aventure du vaisseau Orion. La série fut coproduite à hauteur de 20 % par l'ORTF. C'est la raison pour laquelle certaines scènes de l'épisode 5 furent tournées avec deux actrices différentes pour contenter les deux producteurs. Les sept épisodes de la série parurent ensuite en Allemagne sous forme de romans et plusieurs ouvrages critiques et historiques furent publiés au sujet de la série.

- 1971 : Alpha Alpha (de) est une série de science-fiction allemande en 13 épisodes de Wolfgang F. Henschel qui raconte les aventures de Michael Dahlen, un professeur doué de capacités extrasensorielles et recruté par une mystérieuse organisation pour lutter contre les ennemis de la civilisation.

- 1974 : Telerop 2009 – Es ist noch was zu retten (de) (Telerop 2009 : il y a encore quelque chose à sauver) est une série de science-fiction allemande en 13 épisodes de Eberhard Itzenplitz et Michael Kehlmann qui anticipe des changements civilisationnels et climatiques majeurs en 2009.

- 1974–1976 : Das Blaue Palais (de) (Le Palais bleu) est une série de science-fiction allemande en cinq épisodes de 90 minutes, écrite et réalisée par Rainer Erler (de). Cette série fut diffusée sur la chaîne allemande publique et nationale ZDF avec trois épisodes en 1974 et les deux derniers épisodes en 1976. Rainer Erler, qui met en scène un groupe international de scientifiques, mêle aux données techniques présentées dans la série une intrigue souvent policière. Cette série compte parmi les meilleures réalisations de la télévision publique allemande dans le domaine de la science-fiction.

- 1981 : Der Androjäger (de) (Chasseur d'androïdes) est une série de science-fiction allemande de Wolfgang Glück en deux saisons et 26 épisodes qui raconte l'histoire de l'agent dravarien Dandore, chargé de retrouver les androïdes disséminés sur Terre après le crash de leur vaisseau.

- 1985–1988 : Mission Terra (de) est une série de science-fiction allemande pour la jeunesse de Carlo Rola en deux saisons et 24 épisodes qui raconte l'expédition sur Terre d'extraterrestres.

### République Démocratique Allemande (1949-1990)
- Sandmännchen était une émission destinée aux enfants mettant en scène un petit personnage de conte de fées, le « marchand de sable ». Cette émission existait également en RFA. Certains des épisodes de cette série pour la jeunesse relevaient de la science-fiction, avec un voyage sur la lune et l'utilisation de véhicules futuristes.

### Allemagne réunifiée (1990 à nos jours)
- 1997–2000 : Lexx est une série humoristique germano-canadienne en quatre épisodes de 90 minutes et 57 épisodes de 44 minutes, créée par Ingolf Hetscher, Alexander Knop, Nigel Scott et Frank Wielann. Elle fut diffusée entre le 18 avril 1997 et le 26 avril 2002 sur le réseau Space. Des renégats, à bord du vaisseau spatial Lexx, tentent d'échapper à sa Divine Nécrose.

- 1999 : Star Tresh – The De-Generation (de) est une série de science-fiction parodique allemande de Wolfgang Siebers en 13 épisodes qui raconte les aventures du capitaine Jean-Luc Godard à bord de l'Entreprise.

- 2006–2011 : Ijon Tichy: Raumpilot (de) (Ijon Tichy: explorateur spatial), série télévisée allemande librement inspirée des nouvelles humoristiques éponymes de Stanislas Lem. La première saison fut diffusée en 2006 et 2007, la deuxième en 2010 et 2011.

## Prix allemand spécialisé
Le prix Curt-Siodmak (Curt-Siodmak-Preis) est un prix de science-fiction décerné à un film de science-fiction chaque année depuis 2003 par le Club allemand de science-fiction et l'éditeur autrichien Thomas-Sessler-Verlag à l'occasion d'un congrès.